# 94 East
94 East was een Amerikaanse gelegenheidsband uit Minneapolis, Minnesota. De funkgroep is gevormd in december 1975 door Pepé Willie, de man van een nicht van de latere artiest Prince en een van de mensen die aan het begin stond van Prince zijn carrière. Tevens was André Cymone, een jeugdvriend van Prince, lid van de groep. Enkele zangpartijen werden door Marcy Ingvoldstad en Kristie Lazenberry verzorgd, maar het materiaal is hoofdzakelijk instrumentaal.
Prince heeft één nummer geschreven voor het project (Just Another Sucker) en verder dan een studioproject is het niet gekomen. De opnames voor 94 East vonden plaats tussen december 1975 en februari 1979. Prince heeft verder niks met de uitgave van de albums te maken gehad.

## Album(s)
Nadat Prince beroemd was geworden, besloot Pepe Willie om de opnames alsnog uit te brengen. De lp verscheen in 1985 onder de titel Minneapolis Genius, die in 1987 ook op cd werd uitgebracht. In 1995 werd er een dubbel-cd uitgebracht onder de naam Symbolic Beginnings met meer materiaal van de studiosessies en de oorspronkelijke cd (cd 1) in een iets andere volgorde. In 2000 en 2004 werden respectievelijk One Man Jam en Just Another Sucker uitgebracht, met een iets andere configuratie, maar met wezenlijk dezelfde nummers.

### Nummers
Hieronder volgen de nummers die op Minneapolis Genius en Symbolic Beginnings te vinden zijn.

#### Minneapolis Genius (cd 1 Symbolic Beginnings)
| 01. | If You Feel Like Dancin'        | 7:11 |
| 02. | Lovin' Cup                      | 4:21 |
| 03. | Games                           | 5:01 |
| 04. | Just Another Sucker*            | 5:21 |
| 05. | Dance To The Music Of The World | 5:09 |
| 06. | One Man Jam                     | 6:17 |

* Het nummer Just Another Sucker is op cd 1 van Symbolic Beginnings op de eerste positie gezet.
Minneapolis Genius is geproduceerd door Tony Silvester en Pepé Willie.

#### cd 2 Symbolic Beginnings
| 01. | If You See Me                                      | 5:40 |
| 02. | Games (Original Version)                           | 3:40 |
| 03. | I'll Always Love You                               | 3:53 |
| 04. | Better Than You Think                              | 4:30 |
| 05. | If We Don't                                        | 4:08 |
| 06. | You Can Be My Teacher                              | 4:06 |
| 07. | Love, Love, Love                                   | 3:52 |
| 08. | Dance To The Music Of The World (Practice Session) | 6:04 |
| 09. | If You See Me (Instrumental Version)               | 5:40 |
| 10. | Games (Instrumental Version)                       | 3:40 |
| 11. | Better Than You Think (Instrumental Version)       | 4:30 |

- International Standard Name Identifier: 0000 0001 0660 1614
- MusicBrainz: 21c0fd52-4234-4407-bc4e-9870b0a48a3d
- Virtual International Authority File: 129806423